# Andris Vaņins
Andris Vaņins (ur. 30 kwietnia 1980 w Iłukszcie) – piłkarz łotewski grający na pozycji bramkarza.

## Kariera klubowa
Karierę piłkarską Vaņins rozpoczął w klubie FK Ventspils. W 1998 roku zadebiutował w jego barwach w pierwszej lidze łotewskiej, a w 1999 roku stał się podstawowym zawodnikiem Ventspilsu. W latach 2001–2003 trzykrotnie z rzędu został wicemistrzem Łotwy, a w 2003 roku dodatkowo zdobył z Ventspilsem Puchar Łotwy.
W połowie 2003 roku Vaņins odszedł do rosyjskiego Torpeda-Metałłurg Moskwa. Nie zdołał jednak zadebiutować w rosyjskiej Premier Lidze i grał jedynie w rezerwach Torpeda. W 2004 roku klub zmienił nazwę na FK Moskwa, ale Łotysz przez kolejne 2 lata był rezerwowym w nim.
W 2005 roku Vaņins wrócił na Łotwę i został zawodnikiem klubu Venta Kuldiga, jednak w trakcie sezonu klub zbankrutował. W 2006 roku Vaņins ponownie został zawodnikiem Ventspilsu. W latach 2006–2008 został mistrzem kraju, a w 2009 roku wicemistrzem. W 2007 roku zdobył swój drugi w karierze krajowy puchar.
Latem 2009 roku Vaņins podpisał trzyletni kontrakt z zespołem FC Sion. W szwajcarskiej Super League zadebiutował 19 lipca 2009 w przegranym 1:3 wyjazdowym spotkaniu z Grasshopper Club. Od początku sezonu 2009/2010 jest podstawowym zawodnikiem Sionu.
| Sezon   | Klub                     | Kraj       | Rozgrywki     | Mecze | Bramki |
| ------- | ------------------------ | ---------- | ------------- | ----- | ------ |
| 1998    | FK Ventspils             | Łotwa      | Virslīga      | 4     | 0      |
| 1999    | FK Ventspils             | Łotwa      | Virslīga      | 25    | 0      |
| 2000    | FK Ventspils             | Łotwa      | Virslīga      | 27    | 0      |
| 2001    | FK Ventspils             | Łotwa      | Virslīga      | 17    | 0      |
| 2002    | FK Ventspils             | Łotwa      | Virslīga      | 13    | 0      |
| 2003    | FK Ventspils             | Łotwa      | Virslīga      | 0     | 0      |
| 2003    | Torpedo-Metałłurg Moskwa | Rosja      | Priemjer-Liga | 0     | 0      |
| 2004    | FK Moskwa                | Rosja      | Priemjer-Liga | 0     | 0      |
| 2005    | FK Moskwa                | Rosja      | Priemjer-Liga | 0     | 0      |
| 2005    | Venta Kuldiga            | Łotwa      | Virslīga      | 1     | 0      |
| 2006    | FK Ventspils             | Łotwa      | Virslīga      | 28    | 0      |
| 2007    | FK Ventspils             | Łotwa      | Virslīga      | 11    | 0      |
| 2008    | FK Ventspils             | Łotwa      | Virslīga      | 26    | 0      |
| 2009    | FK Ventspils             | Łotwa      | Virslīga      | 13    | 0      |
| 2009/10 | FC Sion                  | Szwajcaria | Super League  | 36    | 0      |
| 2010/11 | FC Sion                  | Szwajcaria | Super League  | 33    | 0      |
| 2011/12 | FC Sion                  | Szwajcaria | Super League  | 32    | 0      |
| 2012/13 | FC Sion                  | Szwajcaria | Super League  | 36    | 0      |

## Kariera reprezentacyjna
W reprezentacji Łotwy Vaņins zadebiutował 4 lutego 2000 roku w przegranym 1:3 towarzyskim spotkaniu ze Słowacją. Wraz z Łotwą wystąpił w eliminacjach do Euro 2008 i Mistrzostw Świata 2010.